# Karel Lismont
Karel Lismont (* 8. března 1949, Borgloon) je bývalý belgický vytrvalec, vítěz maratonského běhu na Mistrovství Evropy v atletice 1971 v Helsinkách.
Zúčastnil se čtyř olympiád, získal stříbrnou medaili v roce 1972 a bronzovou v roce 1976 (zároveň vytvořil svůj osobní rekord 2:11.13), je také dvojnásobným bronzovým medailistou na mistrovství světa v přespolním běhu. Vyhrál Amsterdamský maraton 1976, Berlínský maraton 1983, lucemburský půlmaraton Route du Vin 1985 a Hamburský maraton 1986 a 1987.
V roce 1972 byl zvolen belgickým sportovcem roku.

## Výsledky

### Maratón na olympijských hrách
- 1972 – 2. místo
- 1976 – 3. místo
- 1980 – 9. místo
- 1984 – 24. místo

### Maratón na mistrovství světa
- 1983 – 9. místo

### Maratón na mistrovství Evropy
- 1971 – 1. místo
- 1974 – vzdal
- 1978 – 3. místo
- 1982 – 3. místo

### Mistrovství světa v přespolním běhu
- 1973 – 28. místo
- 1974 – 3. místo
- 1976 – 4. místo
- 1977 – 7. místo
- 1978 – 3. místo
- 1980 – 11. místo

### 10 000 m na olympijských hrách
- 1976 – 11. místo

### 10 000 m na mistrovství Evropy
- 1971 – 16. místo
- 1974 – 11. místo
- 1978 – 18. místo